# Sint-Medardus en Sint-Gildarduskerk

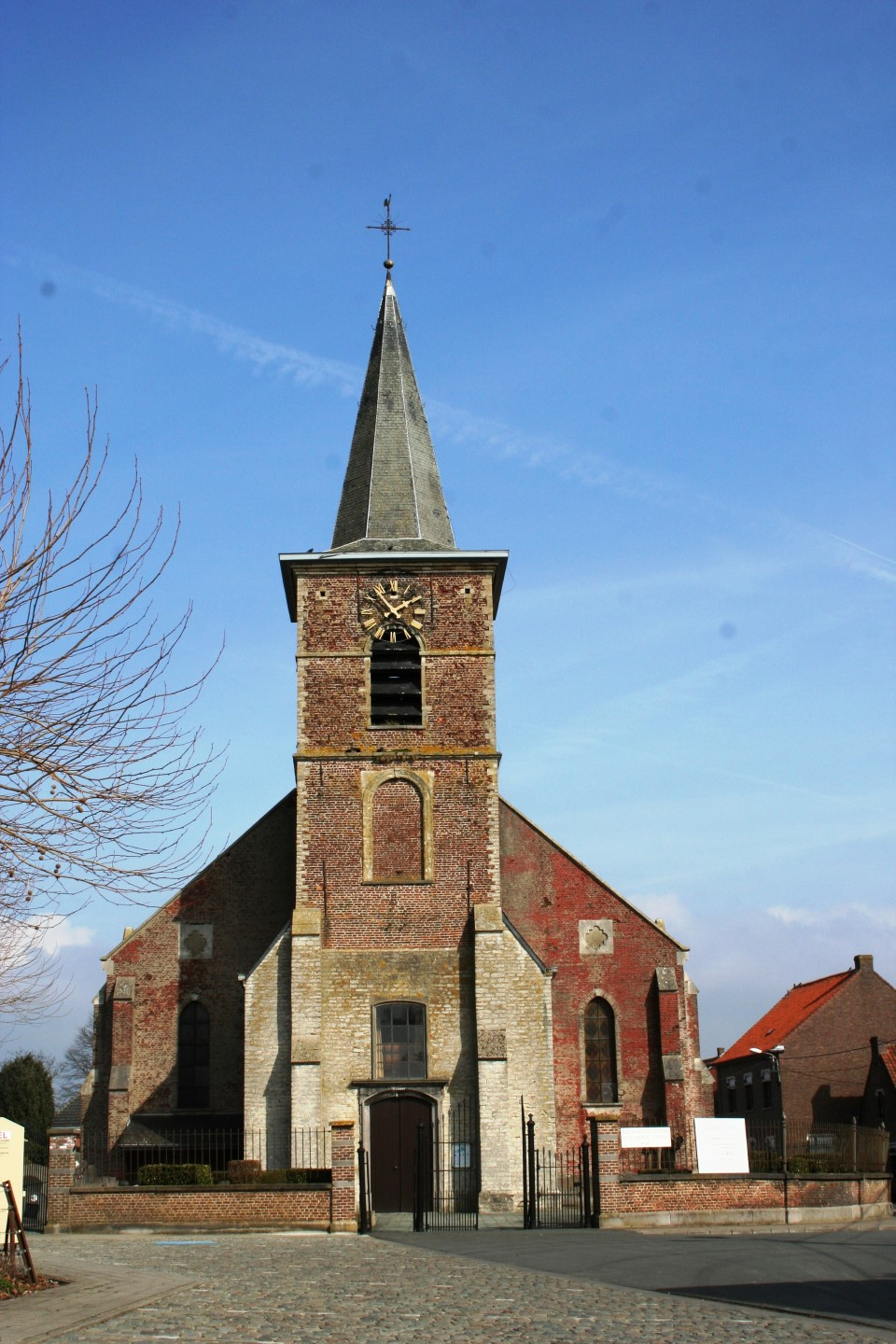
Sint-Medardus en Sint-Gildarduskerk

De Sint-Medardus en Sint-Gildarduskerk is de parochiekerk van de tot de Vlaams-Brabantse gemeente Meise behorende plaats Rossem, gelegen aan Rossemdorp.

## Geschiedenis
Er was wellicht in de 12e eeuw al sprake van een zelfstandige parochie in Rossem, waarvan het patronaatsrecht in handen was van de Abdij van Dielegem. In 1220 was er al sprake van een tiendgebied van deze parochie.
In de 17e eeuw werd Rossem weer afhankelijk van de parochie van Wolvertem. Een kerk in Rossem werd voor het eerst afgebeeld in 1735. Er was toen sprake van een éénbeukig gotisch kerkje. In 1767 kwam er een pastorie en werd de kerk weer bediend door een in Rossem wonende priester. In 1790 werd Rossem weer een zelfstandige parochie.
De kerk stond geïsoleerd van bebouwing in het veld. Er kwam later nabij de kerk enige bebouwing: de straat Rossemdorp. In 1872 kwam er een lagere school. In 1874 werd de -toen voornamelijk classicistische- kerk afgebroken en vervangen door een neogotisch kerkgebouw naar ontwerp van Gustave Hansotte. De gotische westtoren, in 1839 nog verhoogd, werd in de nieuwe kerk opgenomen. In 1877 werd de nieuwe kerk ingewijd.

## Gebouw
Het betreft een georiënteerde driebeukige kruiskerk met halfingebouwde westtoren en een driezijdig afgesloten koor. De kerk is uitgevoerd in baksteen behalve de onderste geleding van de toren die in kalkzandsteen werd uitgevoerd en van veel oudere datum, mogelijk 13e-eeuws, is. De twee bovenste, bakstenen, geledingen zij 18e-eeuws. Ook de toegangsdeur, uitgevoerd als segmentboogdeur, is 18e-eeuws. De middenbeuk is breed en de zijbeuken zijn veel smaller.
De kerk wordt omringd door een kerkhof.

## Interieur
De glas-in-loodramen zijn uit het atelier van Samuel Coucke. De communiebank is in Lodewijk XV-stijl en het overige kerkmeubilair is neogotisch. Wel zijn er nog twee oudere, gepolychromeerd houten, beelden namelijk van Sint-Anna-te-Drieën (begin 16e eeuw) en Sint-Cornelius (17e eeuw). Van omstreeks 1600 zijn twee reliekhouders die de relieken van de twee patroonheiligen van de kerk bevatten.
De kerk bezit een zeldzaam Forceville-orgel uit 1744 dat aanvankelijk te Wolvertem was geplaatst en dat in 1788 door de kerk van Rossem werd aangekocht.